# 스트라이커스
스트라이커스(The Strikers)는 2005년 대한민국 서울특별시에서 결성된 스케잇 록 밴드이다.
2006년 한류라는 단어조차 생기기 전부터 일본을 오가며 활동한 진정한 한류 밴드 스트라이커스 [The Strikers ] 데모 앨범부터 일본 바이어들에 눈에 먼저 들어 일본 앨범 발매를 위해 한국 데뷔를 서둘러야 했었다. 그렇게 만들어진 cd와 함께 일본 전국투어의 횟수만 하여도 300여 라이브 그리고 이어진 중국 레이블과의 계약 그리고 발매와 활동. 국내 어떤 밴드도 그들이 이룩해 놓은 것을 따라 할 생각 조차 하지 못했을 정도로 아시아의 왕자로 자리를 굳건히 지켜 나가고 있었다.
일본과 중국으로부터 들어온 많은 러브콜, 달콤한 조건과 갈림길 안에서 그들은 모국을 선택했다. 그렇게 다시 스튜디오로 들어가 작업은 시작되었고 해외에서 느낀 모국에 대한 애환 그리고 동시대를 살고 있는 많은 국민들의 스토리를 엮어 이 시대의 자화상이자 모습인 텔레비전을 모티브로 한 새로운 미니앨범 [TELEVISION]을 발매하게 되었다.
10년 가까이 이어져온 라이브 공연들, 대한민국/일본/중국의 굵직한 뮤지션들과 함께한 음악활동들이 이제는 두말하면 잔소리가 아닌 개소리가 되어버린 그들의 핵폭탄과 같은 뜨겁고 뜨거운 LIVE! 이제 모든 것을 폭발하고 있다. 그들의 시간이 되었다. 그들이 음악이며, 그들이 역사이고, 그들이 인디이며, 그들이 진정한 밴드! 그들이 “The Strikers”이다.
국내 유일한 그리고 유아독존 의 ‘스케잇펑크 밴드’ 그들이 만들어 가는 역사를 동시대 사람으로 함께 할 수 있다는 것이 가장 축복인 밴드 The Strikers “Television’앨범으로 이제 리스너들의 마음을 녹여놓을 준비가 되어있다!

## 구성원

### 현재
- 김성환 - 보컬 & 기타
- 원성일 - 드럼 & 보컬
- 안순광 - 베이스 & 보컬

### 전 멤버
- 안경순 - 베이스
- 김민석 - 베이스
- 김진우 - 베이스
- 김준호 - 베이스

## 음반 목록

### 정규 앨범
- Television EP (2014)

- Screaming Youth (2011)

- Hold My Hand EP (2008)

- Nothing N Everything EP (2007)

- Untouchable Territories (2006)

## 비정규 앨범
- 國士無雙 DEMO (2005)

## 기타
- Back To The Grave(2009)
- Music Of Kick Rock Vol.2(2008)
- PunkRock SoundTrack 5 (2007)
- PunkRock Show 3 (2007)
- PunkRock SoundTrack 4 (2006)
- Kick Your Earth (2006)